# Крылова, Анжелика Алексеевна
Анжели́ка Алексе́евна Крыло́ва (род. 4 июля 1973 года в Москве) — российская фигуристка, серебряный призёр Олимпийских игр (1998), двукратная чемпионка мира (1998, 1999), чемпионка Европы (1999), четырёхкратная чемпионка России (1994, 1995, 1998, 1999) в танцах на льду. Ныне тренер и хореограф в фигурном катании.

## Карьера
Анжелика Крылова родилась в смешанной семье. Её отец имеет узбекские корни, а её бабушка была тётей известной советской балерины Бернары Кариевой.
Первым партнёром Анжелики был Владимир Лелюх, с которым (под руководством Елены Чайковской) она стала членом юниорской сборной страны. После распада пары Наталья Линичук, к которой перешла Крылова, поставила фигуристку в пару с Владимиром Фёдоровым, и новая пара стала третьей на чемпионате мира 1993 года и чемпионами России 1994 года.
Наибольших успехов Крылова добилась, встав в 1994 году в пару с Олегом Овсянниковым. Они стали серебряными призёрами Олимпиады 1998 года в Нагано, двукратными чемпионами мира (1998 и 1999 годы), чемпионами Европы 1999 года, трёхкратными чемпионами России.
Сразу после чемпионата мира 1999 года пара оставила любительский спорт из-за обострившейся травмы спины Анжелики. Однако уже в июле 2000 года они подписали контракт с шоу «Stars on Ice» и в 2001 году выиграли чемпионат мира по фигурному катанию среди профессионалов. После этого окончательно ушли со льда.
Анжелика Крылова была замужем за итальянским танцором Паскуале Камерленго. У них двое детей (дочь Стелла 2005 г.р. и сын Энтони — 2008).
Вместе с мужем тренировала танцевальные пары в США. Наиболее известные ученики Анжелики Крыловой — Натали Пешала и Фабьян Бурза (чемпионы Европы 2011, 2012 и бронзовые призёры чемпионата мира 2012), Кейтлин Уивер и Эндрю Поже (победители  чемпионата 4-х континентов 2010, 2015 и призёры чемпионата мира 2014, 2015), Федерика Фаелла и Массимо Скали (серебряные призёры чемпионата Европы 2009, 2010 и бронзовые призёры чемпионата мира 2010). Кроме того, работала с американскими танцевальными дуэтами Дженнифер Уэстер и Даниил Баранцев, Мэдисон Хаббелл и Киффер Хаббелл и другими. 
После развода вернулась в Россию, где продолжила тренерскую работу.
В 2009 году приняла участие в третьем сезоне шоу Первого канала российского телевидения «Ледниковый период», в паре с актёром Вячеславом Разбегаевым.

## Государственные награды
- Кавалер ордена Дружбы за выдающиеся достижения в спорте, мужество и героизм, проявленные на XVIII зимних Олимпийских играх 1998 года[8].

## Спортивные достижения
(с О. Овсянниковым)
| Соревнования/Сезон      | 1994—95 | 1995—96 | 1996—97 | 1997—98 | 1998—99 |
| ----------------------- | ------- | ------- | ------- | ------- | ------- |
| Зимние Олимпийские игры |         |         |         | 2       |         |
| Чемпионаты мира         | 5       | 2       | 2       | 1       | 1       |
| Чемпионаты Европы       | 3       | 2       | 2       | 2       | 1       |
| Чемпионаты России       | 1       | 2       |         | 1       | 1       |
| Финалы Гран-при         |         | 2       | 2       |         | 1       |
| Skate America           |         | 2       | 1       |         |         |
| Cup of Russia           |         |         | 1       | 1       | 1       |

(с В. Фёдоровым)
| Event                   | 1990—1991 | 1991—1992 | 1992—1993 | 1993—1994 |
| ----------------------- | --------- | --------- | --------- | --------- |
| Зимние Олимпийские игры |           |           |           | 6         |
| Чемпионаты мира         |           |           | 3         | WD        |
| Чемпионаты Европы       |           |           | 4         | 6         |
| Чемпионаты России       |           |           | 1         | 1         |
| Чемпионаты СССР         |           | 2         |           |           |
| Trophée de France       | 3         |           |           |           |
| NHK Trophy              |           |           | 2         |           |
| Nations Cup             |           |           | 1         |           |